# Olímpia do Epiro

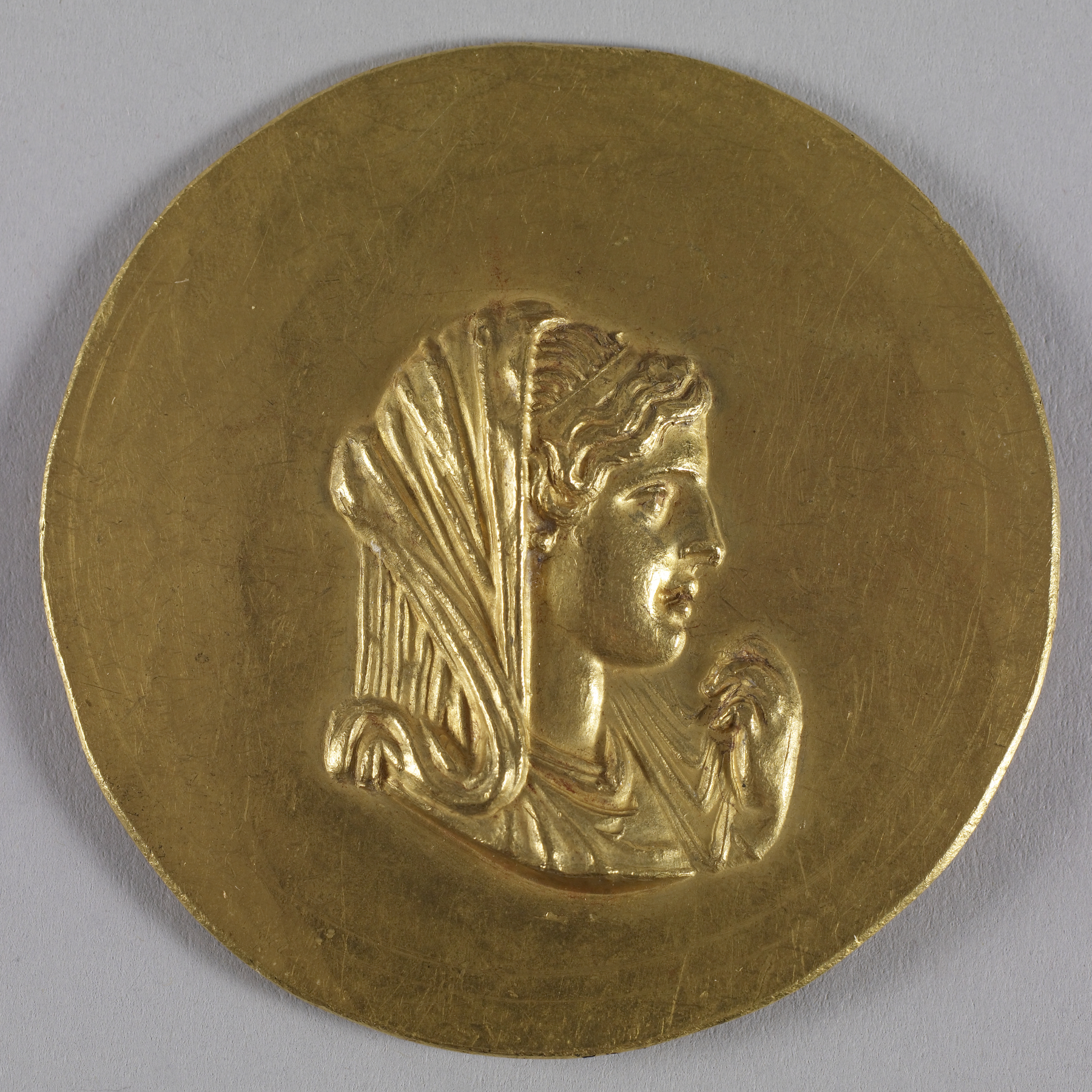
Medalhão imperial romano retratando Olímpia dedicado ao imperador Caracala

Olímpia (em grego clássico: Ὀλυμπιάς), (376 a.C. — 316 a.C.), filha do rei Neoptólemo I do Epiro, quarta esposa do rei Filipe II da Macedónia e mãe de Alexandre III.

## Biografia
Olímpia e Filipe se conheceram, ainda jovens, quando estavam se iniciando nos mistérios de Samotrácia. Olímpia era órfã de pai e mãe, e seu irmão Arimbas autorizou o casamento com Filipe. Eles se casaram em 360 a.C..
Segundo Plutarco,  ela era arrogante, de índole ciumenta e vingativa, fomentando intrigas entre Alexandre e Filipe.
Desde o nascimento de Alexandre em 356 a.C., a relação com Filipe não era muito boa. Existia a desconfiança quanto à fidelidade de Olímpia já que alguns historiadores relatam que Alexandre poderia ser filho do faraó Nectanebo II do Egito, que fugindo dos Persas, se refugiara na corte macedônia onde teria sido reconhecido como um grande mago egípcio. Atraindo a atenção de Olímpia teria tornado-se o pai (sem que ninguém soubesse) de Alexandre Magno. Essa era uma forma de dar continuidade à linhagem de sangue dos faraós.
Olímpia dizia a quem quisesse ouvir que Alexandre era filho de Zeus, rei dos deuses, fazendo com que o povo o reverenciasse como um legítimo deus. Havia quem dissesse que era filho do Deus Dioniso. Olímpia criou Alexandre com tamanha devoção e posse que alguns historiadores modernos vêem um princípio de relação incestuosa entre eles. Há inclusive suspeitas de relações sexuais nos estudos mais profundos.
Olímpia foi repudiada por Filipe quando casou-se com a jovem macedônica Cleópatra, sobrinha de Átalo, um dos guardas do Rei. O ambiente da história é ateniense, não macedônico. A poligamia não existia em Atenas; assim, o fato de Filipe casar-se com Cleópatra significava que Olímpia era uma rejeitada e seu filho, um bastardo, e que todas as outras "esposas" seriam suas amantes ou simplesmente prostitutas.
A desonra de Olímpia pode estar no fato de Filipe ter dado a Cleópatra o novo nome de "Eurídice", evidentemente na época do casamento. Eurídice era o nome da mãe de Filipe, que havia tido a mais alta honra e fora enterrada em um túmulo magnífico por volta de 340. Esses tributos haviam sido prestados a ela como rainha-mãe, que governava os alojamentos femininos no palácio. Após a morte dela, Olímpia evidentemente passou a ocupar sua posição como futura rainha-mãe do filho que Filipe estava promovendo à posição de representante e, dessa forma, à posição de sucessor no caso de sua morte. Mas chamar à sua nova esposa Eurídice era certamente derrubar Olímpia e colocar Eurídice no lugar dela.
Após a morte de Filipe, por vingança, ela matou os filhos desta união, Carano e a pequena Europa, forçando depois disso, Cleópatra a se enforcar. Recaem sobre Olímpia as maiores suspeitas de envolvimento no assassinato de Filipe II, em 336 a.C., ela teria concretizado sua vingança pessoal e ainda veria o filho assumir o trono.

## Na cultura popular
Olímpia aparece em várias representações de cinema e literatura:
- Alexander, de 2004, vivida por Angelina Jolie
- Alexandre Magno, de 1956, com Danielle Darrieux vivendo Olímpia
- No livro Alexander the God do francês Maurice Druon;
- No livro A Conspirancy of Women de Aubrey Menen;
- Em duas obras literárias da inglesa Mary Renault: Fire from Heaven e Funeral Games;
- Em Alexander: God of War de 2013, do autor canadense Christian Cameron.